# Turrón
Turrón je typická španělská cukrovinka podobná tureckému medu. Nejčastěji se s ní lze setkat o Vánocích, kdy má na stole své čestné místo. Základními surovinami pro výrobu této sladkosti jsou včelí med, cukr a mandle. Každá španělská oblast a rodina má svou vlastní recepturu.

## Historie
Začátek výroby turronů je datován na konec 15. století. Podle dochovaných zpráv byla poprvé tato pochoutka vyrobena ve městě Jijona (Xixona) na jihovýchodě Španělska. Cukrovinky podobné turronům se vyrábějí i na Filipínách, v Itálii a jihofrancouzském městě Roussillon.

### Rozdělení
- tvrdé (turrón duro), tyto turrony se vyrábí z pražených mandlí, většinou jsou v cukrovince obsaženy celé. Klasicky je podáván i v oplatce.
- měkké (turrón blando), cukrovinky obsahující mleté oříšky (mandle, vlašské ořechy, arašídy) a jiné přísady. Tuto pochoutku je možno přirovnat k nugátu.

Turrony mohou být rozličných chutí i netradiční s různými ingrediencemi: turrón de yema (žloutkový), marcipán s ovocem, s pistáciemi, atd.

## Torrone

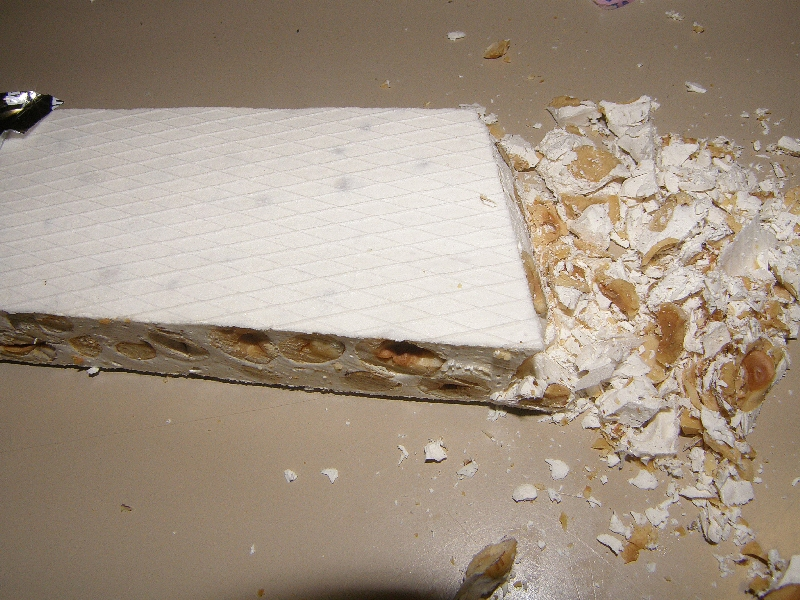
Torrone Classico

Torrone je italská verze turrónu. Jedná se o tradiční zimní a vánoční italskou cukrovinku, která existuje v mnoha verzích. Nejstarší písemná zmínka o této pochoutce pochází údajně z doby mezi roky 1100–1150, kdy Gerard z Cremony přeložil knihu arabského lékaře ze španělské Córdoby nazvanou De medicinis et cibis simplicibus (O lécích a prostých pokrmech), v níž se mimo jiné zmiňuje i o arabském pamlsku zvaném turun. Italský torrone se od španělského turrónu liší použitím menšího množství oříšků. Také tato tradiční pochoutka z lombardské Cremony má celou škálu verzí, od tvrdých a drobivých (duro) až po měkké (morbido). Stejně tak se díky rozličným přísadám do nugátu (citron, vanilka atd.) liší i jejich chuť. Některé verze prodávané v obchodech přicházejí s čokoládovou polevou.